# Morven (Carolina del Nord)
Morven és una població dels Estats Units a l'estat de Carolina del Nord. Segons el cens del 2000 tenia 579 habitants.

## Demografia
Segons el cens del 2000, Morven tenia 579 habitants, 207 habitatges i 148 famílies. La densitat de població era de 207 habitants per km².
Dels 207 habitatges en un 37,7% hi vivien nens de menys de 18 anys, en un 35,7% hi vivien parelles casades, en un 30,4% dones solteres, i en un 28,5% no eren unitats familiars. En el 25,1% dels habitatges hi vivien persones soles el 13% de les quals corresponia a persones de 65 anys o més que vivien soles. El nombre mitjà de persones vivint en cada habitatge era de 2,8 i el nombre mitjà de persones que vivien en cada família era de 3,37.
Per edats la població es repartia de la següent manera: un 34% tenia menys de 18 anys, un 9,2% entre 18 i 24, un 26,1% entre 25 i 44, un 18% de 45 a 60 i un 12,8% 65 anys o més.
L'edat mediana era de 30 anys. Per cada 100 dones de 18 o més anys hi havia 69 homes.
La renda mediana per habitatge era de 23.333 $ i la renda mediana per família de 30.000 $. Els homes tenien una renda mediana de 27.000 $ mentre que les dones 17.344 $. La renda per capita de la població era de 9.923 $. Entorn del 24,2% de les famílies i el 24,9% de la població estaven per davall del llindar de pobresa.

## Poblacions més properes
El següent diagrama mostra les poblacions més properes.